# 溫克勒 (密蘇里州)
溫克勒（英語：Winkler）是位於美國密蘇里州費爾普斯縣的非建制地區。

## 歷史
溫克勒的郵局於1899年設立，其後於1932年停運。

## 地理
溫克勒所處的海拔為高於海平面352米（即1155英呎），而該地所採用的時區為UTC-6，即北美中部時區（CST）。同時該地設有夏令時間，為UTC-6調快一小時，即UTC-5（CDT）。